# Heterarmia polioleuca
Heterarmia polioleuca är en fjärilsart som beskrevs av Eugen Wehrli 1943. Heterarmia polioleuca ingår i släktet Heterarmia och familjen mätare. Inga underarter finns listade i Catalogue of Life.